# Osito de goma

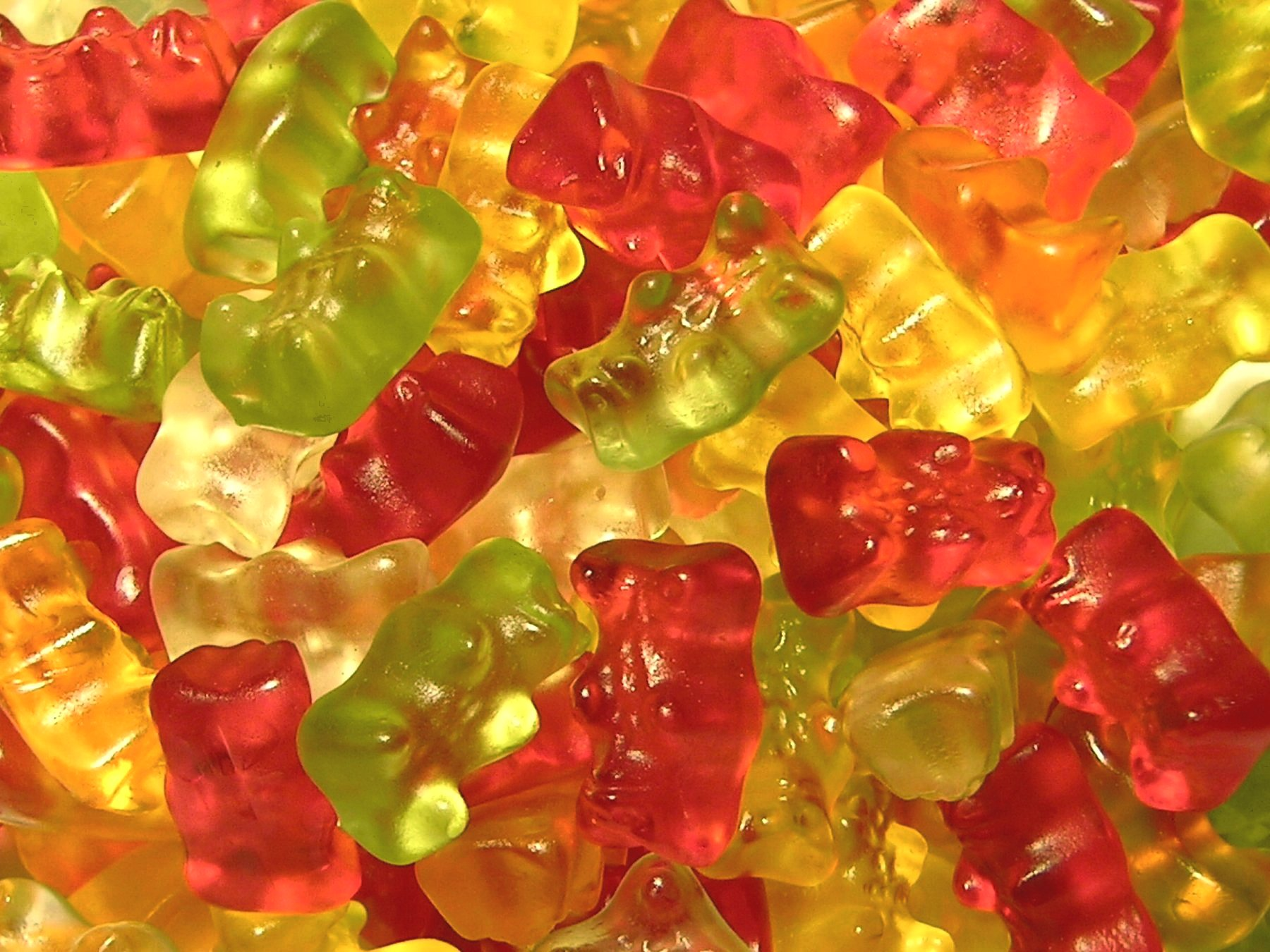
Ositos de goma.

Un osito, osito de gomita u osito gominola (en alemán: Gummibärchen) es una pequeña pastilla de goma, con sabores de frutas, similar a los Jelly Babies de los países de habla inglesa. Es un dulce de aproximadamente 2 centímetros de largo y con la forma de un oso de peluche sentado.

## Historia
El osito de goma se inventó en Alemania, donde es popular con el nombre de Gummibärⓘ (oso de goma o gomoso) o de forma cariñosa Gummibärchenⓘ (osito de goma). La goma arábiga era el ingrediente base original, utilizado para producir los ositos de goma; de ahí, el nombre de goma o gomoso. Hans Riegel, un confitero de Bonn, fundó la empresa Haribo en 1920. En 1922, inspirado en los osos amaestrados que se veían en las ferias callejeras y los mercados de Europa hasta el siglo XX, inventó el oso bailarín (Tanzbär), una pequeña golosina de goma con sabor a frutas, dirigido tanto a los niños como a los adultos, y que era mucho más grande que su sucesor, el oso dorado (Goldbär). Incluso durante el período de hiperinflación de la Alemania de Weimar, que causó estragos en el país, se trató de que los osos bailarines de goma de Haribo permanecieran con un precio asequible, a tan solo un 1 pfennig el par en los quioscos. El éxito del sucesor del oso bailarín lo convertiría posteriormente en un caramelo mundialmente famoso: el osito dorado de Haribo de 1967.
En Chile, el osito de goma más famoso siempre ha sido el de la marca Ambrosito, junto a Ambrosita, perteneciente a Ambrosoli, de Carozzi. En México, los ositos de goma más conocidos son los de ricolino, con marca comercial “Panditas”.